# بن شنکمن
بن شنکمن (به انگلیسی: Ben Shenkman) (زاده ۲۶ سپتامبر ۱۹۶۸) بازیگر آمریکایی است.
از فیلم‌های معروف که او در آن بازی کرده‌است می‌توان به بازی در فیلم درست مثل بهشت، باید سگ‌ها را دوست داشت، راجر داجر، سپس او مرا یافت و ضربه مغزی اشاره کرد.